# Ciemności skryją Ziemię
Ciemności skryją Ziemię (ang. Night Will Fall) – brytyjski film dokumentalny z 2014 roku w reżyserii André Singera przedstawiający historię wyzwolenia hitlerowskich obozów koncentracyjnych powstałych w trakcie drugiej wojny światowej (Auschwitz-Birkenau, Bergen-Belsen, Buchenwald, Dachau, czy Majdanek). Film został wyemitowany na całym świecie w 70. rocznicę wyzwolenia obozu Auschwitz-Birkenau.
Prócz relacji więźniów i wyzwolicieli obozów, film przedstawia również niepublikowane do czasu premiery filmu nakręcone archiwalne ujęcia z terenów obozów niemieckich po ich wyzwoleniu.
Film w Polsce po raz pierwszy został wyemitowany 27 stycznia 2015 przez Telewizję Polską, osiągając rekord oglądalności 1 mln 874 tys. widzów.

## Produkcja
Kadry z obozu Bergen-Belsen po wyzwoleniu przez 63. Pułk Artylerii Przeciwpancernej ppłk. Richarda Taylora z brytyjskiej 11. Dywizji Pancernej uchwyciła zebrana ekipa filmowa (w której udział miał między innymi Alfred Hitchcock) przez Sidneya Bernsteina oraz wojsko brytyjskie na polecenie Brytyjskiego Ministerstwa Informacji. Miały się one pojawić w przynajmniej dwóch filmach dokumentalnych, jednak ze względu na szokujące sceny oraz zawartą niepoprawność polityczną, upublicznienie wykonanych oraz napływających z innych obozów w 1945 roku ujęć jako film dokumentalny stale odwlekano. 